# Aplanát

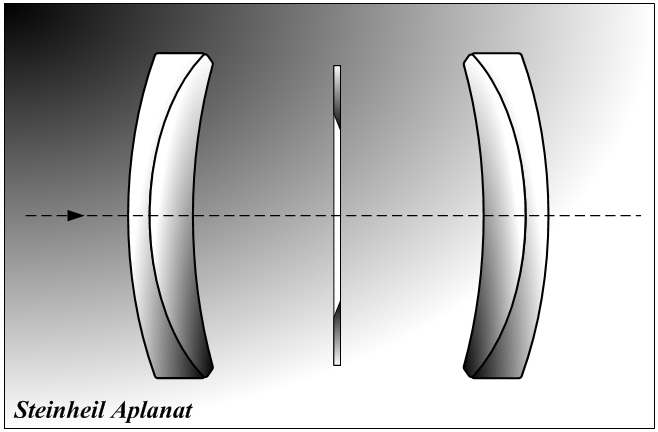
John Henry Dallmeyer vymyslel aplanát, který se skládá ze 4 elementů ve dvou skupinách, 1866

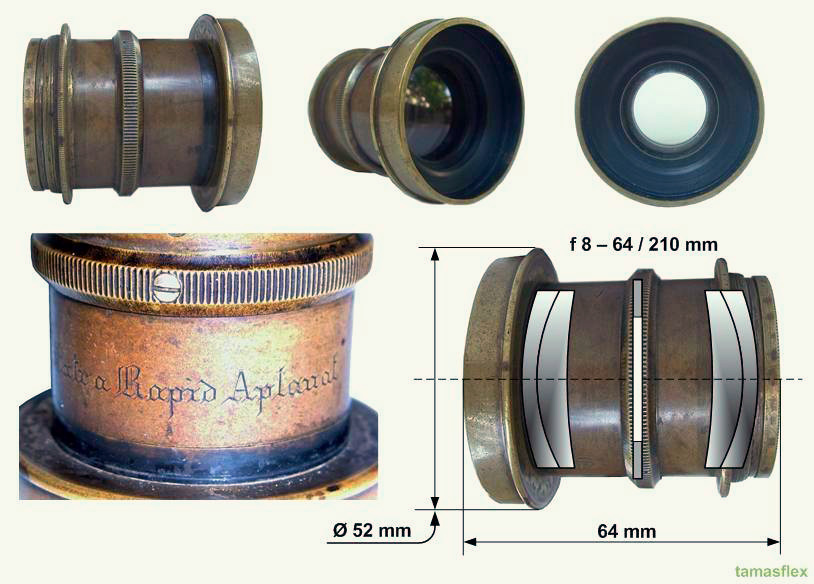
Aplanát v praxi

Aplanát je objektiv s odstraněnou sférickou aberací a komou; skládá se ze dvou symetrických achromátů. Používá se například u dalekohledů, kde se vyžaduje velké zorné pole. Aplanát obsahuje 4 elementy ve dvou skupinách. Vynalezl jej roku 1866 John Henry Dallmeyer. První kvalitní fotografický objektiv vypočítal roku 1840 Josef Maximilián Petzval (tzv. Petzvalův objektiv).